# Yandri Pitoy
Yandri Pitoy (né le 15 janvier 1981 à Tomohon en Indonésie) est un joueur de football international indonésien, qui évolue au poste de gardien de but.

## Biographie

### Carrière en sélection
Avec l'équipe d'Indonésie, il joue 16 matchs (pour aucun but inscrit) entre 2003 et 2008. 
Il figure dans le groupe des sélectionnés lors des coupes d'Asie des nations de 2004 et de 2007.
Il joue également deux matchs comptant pour les tours préliminaires de la coupe du monde 2006.

## Palmarès
Persipura Jayapura
- Championnat d'Indonésie (2) :
  - Champion : 2005 et 2008-09.

- Supercoupe d'Indonésie (1) :
  - Vainqueur : 2009.